# Ecuador op de Olympische Zomerspelen 2004
Ecuador nam deel aan de Olympische Zomerspelen 2004 in Athene, Griekenland. Voor de tweede keer op rij won het geen medaille.

## Deelnemers en resultaten per onderdeel

### Atletiek
| Olympiër         | Discipline            | Resultaat | Prestatie                                              |
| ---------------- | --------------------- | --------- | ------------------------------------------------------ |
| Byron Piedra     | 800m (m)              | 56e       | serie 9: 7de in 1.48,42                                |
| Jackson Quiñónez | 110m horden (m)       | 25e       | serie 6: 3de in 13,44 (NR) kwartfinale 1: 7de in 13,67 |
| Silvio Guerra    | marathon (m)          | 61e       | 2:25.29                                                |
| Franklin Tenorio | marathon (m)          | 71e       | 2:31.12                                                |
| Xavier Moreno    | 20km snelwandelen (m) | DSQ       | gediskwalificeerd                                      |
| Jefferson Pérez  | 20km snelwandelen (m) | 4e        | 1:20.38                                                |
| Rolando Saquipay | 20km snelwandelen (m) | 17e       | 1:24.07                                                |
| Jefferson Pérez  | 50km snelwandelen (m) | 12e       | 3:53.04 (NR)                                           |
|                  |                       |           |                                                        |
| Sandra Ruales    | marathon (v)          | 36e       | 2:44.28                                                |

### Boksen
| Olympiër        | Discipline | Resultaat | Prestatie                           |
| --------------- | ---------- | --------- | ----------------------------------- |
| Patricio Calero | -48kg (m)  | 17e       | 1ste ronde: V van RUS Kazakov: 8-20 |

### Gewichtheffen
| Olympiër          | Discipline | Resultaat | Prestatie                                                    |
| ----------------- | ---------- | --------- | ------------------------------------------------------------ |
| Julio Idrovo      | -69kg (m)  | 11e       | trekken: 10de met 140kg stoten: 12de met 155kg totaal: 295kg |
|                   |            |           |                                                              |
| Alexandra Escobar | -58kg (v)  | 7e        | trekken: 6de met 95kg stoten: 7de met 120kg totaal: 215kg    |

### Judo
| Olympiër     | Discipline | Resultaat | Prestatie |
| ------------ | ---------- | --------- | --- |
| Diana Maza   | -63kg (v)  | 13e       | 1ste ronde: vrij 2de ronde: V van JPN Tanimoto: ippon herkansingen: V van TUN Dhahri: ippon                                     |
| Carmen Chalá | +78kg (v)  | 13e       | 1ste ronde: vrij 2de ronde: W van GER Köppen: yuko kwartfinale: V van CHN Sun: ippon herkansingen: V van TUN Yahyaoui: waza-ari |

### Schietsport
| Olympiër    | Discipline           | Resultaat | Prestatie                                        |
| ----------- | -------------------- | --------- | ------------------------------------------------ |
| Carmen Malo | 25m pistool (v)      | 36e       | kwalificatie: 36ste met 536 punten (269-267)     |
| Carmen Malo | 10m luchtpistool (v) | 40e       | kwalificatie: 40ste met 365 punten (92-91-91-91) |

### Tennis
| Olympiër         | Discipline    | Resultaat | Prestatie                                  |
| ---------------- | ------------- | --------- | ------------------------------------------ |
| Nicolás Lapentti | enkelspel (m) | 43e       | 1ste ronde: V van FRA Clément: 6-7(5), 2-6 |

### Zwemmen
| Olympiër     | Discipline         | Resultaat | Prestatie             |
| ------------ | ------------------ | --------- | --------------------- |
| Julio Santos | 50m vrije slag (m) | 43e       | serie 6: 4de in 23,43 |

Afghanistan · Albanië · Algerije · Amerikaanse Maagdeneilanden · Amerikaans-Samoa · Andorra · Angola · Antigua en Barbuda · Argentinië · Armenië · Aruba · Australië · Azerbeidzjan · Bahama's · Bahrein · Bangladesh · Barbados · België · Belize · Benin · Bermuda · Bhutan · Bolivia · Bosnië en Herzegovina · Botswana · Brazilië · Britse Maagdeneilanden · Brunei · Bulgarije · Burkina Faso · Burundi · Cambodja · Canada · Centraal-Afrikaanse Republiek · Chili · China · Chinees Taipei · Colombia · Comoren · Congo-Brazzaville · Congo-Kinshasa · Cookeilanden · Costa Rica · Cuba · Cyprus · Denemarken · Djibouti · Dominica · Dominicaanse Republiek · Duitsland · Ecuador · Egypte · El Salvador · Equatoriaal-Guinea · Eritrea · Estland · Ethiopië · Fiji · Filipijnen · Finland · Frankrijk · Gabon · Gambia · Georgië · Ghana · Grenada · Griekenland · Groot-Brittannië · Guam · Guatemala · Guinee · Guinee‑Bissau · Guyana · Haïti · Honduras · Hongarije · Hongkong · Ierland · IJsland · India · Indonesië · Irak · Iran · Israël · Italië · Ivoorkust · Jamaica · Japan · Jemen · Jordanië · Kaaimaneilanden · Kaapverdië · Kameroen · Kazachstan · Kenia · Kirgizië · Kiribati · Koeweit · Kroatië · Laos · Lesotho · Letland · Libanon · Liberia · Libië · Liechtenstein · Litouwen · Luxemburg · Macedonië · Madagaskar · Malawi · Malediven · Maleisië · Mali · Malta · Marokko · Mauritanië · Mauritius · Mexico · Micronesië · Moldavië · Monaco · Mongolië · Mozambique · Myanmar · Namibië · Nauru · Nederland · Nederlandse Antillen · Nepal · Nicaragua · Nieuw-Zeeland · Niger · Nigeria · Noord-Korea · Noorwegen · Oeganda · Oekraïne · Oezbekistan · Oman · Oostenrijk · Oost‑Timor · Pakistan · Palau · Palestina · Panama · Papoea-Nieuw-Guinea · Paraguay · Peru · Polen · Portugal · Puerto Rico · Qatar · Roemenië · Rusland · Rwanda · Saint Kitts en Nevis · Saint Lucia · Saint Vincent en Grenadines · Salomonseilanden · Samoa · San Marino · Sao Tomé en Principe · Saoedi-Arabië · Senegal · Servië en Montenegro · Seychellen · Sierra Leone · Singapore · Slovenië · Slowakije · Soedan · Somalië · Spanje · Sri Lanka · Suriname · Swaziland · Syrië · Tadzjikistan · Tanzania · Thailand · Togo · Tonga · Trinidad en Tobago · Tsjaad · Tsjechië · Tunesië · Turkije · Turkmenistan · Uruguay · Vanuatu · Venezuela · Verenigde Arabische Emiraten · Verenigde Staten · Vietnam · Wit-Rusland · Zambia · Zimbabwe · Zuid-Afrika · Zuid-Korea · Zweden · Zwitserland